# Caradrina alfierii
Caradrina alfierii is een vlinder uit de familie uilen (Noctuidae). De wetenschappelijke naam van deze soort is voor het eerst geldig gepubliceerd in 1937 door Boursin.
De soort komt voor in tropisch Afrika.